# Glipostena pelecotomoidea
Glipostena pelecotomoidea es una especie de coleóptero de la familia Mordellidae.

## Distribución geográfica
Habita en la isla de Formosa.